# Écaillon (Nord)
Pour les articles homonymes, voir Écaillon.
Écaillon est une commune française située dans le département du Nord, en région Hauts-de-France.

## Géographie

### Localisation
Écaillon est un bourg de l'Ostrevent dans le Bassin minier du Nord-Pas-de-Calais, située à 10 km au sud de Douai. .
La commune se trouve dans l'aire d'attraction de Douai ainsi que dans sa zone d'emploi, dans l'unité urbaine de Valenciennes (partie française) et dans le bassin de vie de Somain.

### Communes limitrophes
Les communes limitrophes sont  Auberchicourt, Bruille-lez-Marchiennes, Masny et Pecquencourt.
|       | Pecquencourt | Bruille-lez-Marchiennes |
| Masny | Écaillon     |                         |
|       |              | Auberchicourt           |

### Géologie et relief
La superficie de la commune est de 4,00 km2 ; son altitude varie de 19  à   35 mètres.

### Hydrographie

#### Réseau hydrographique

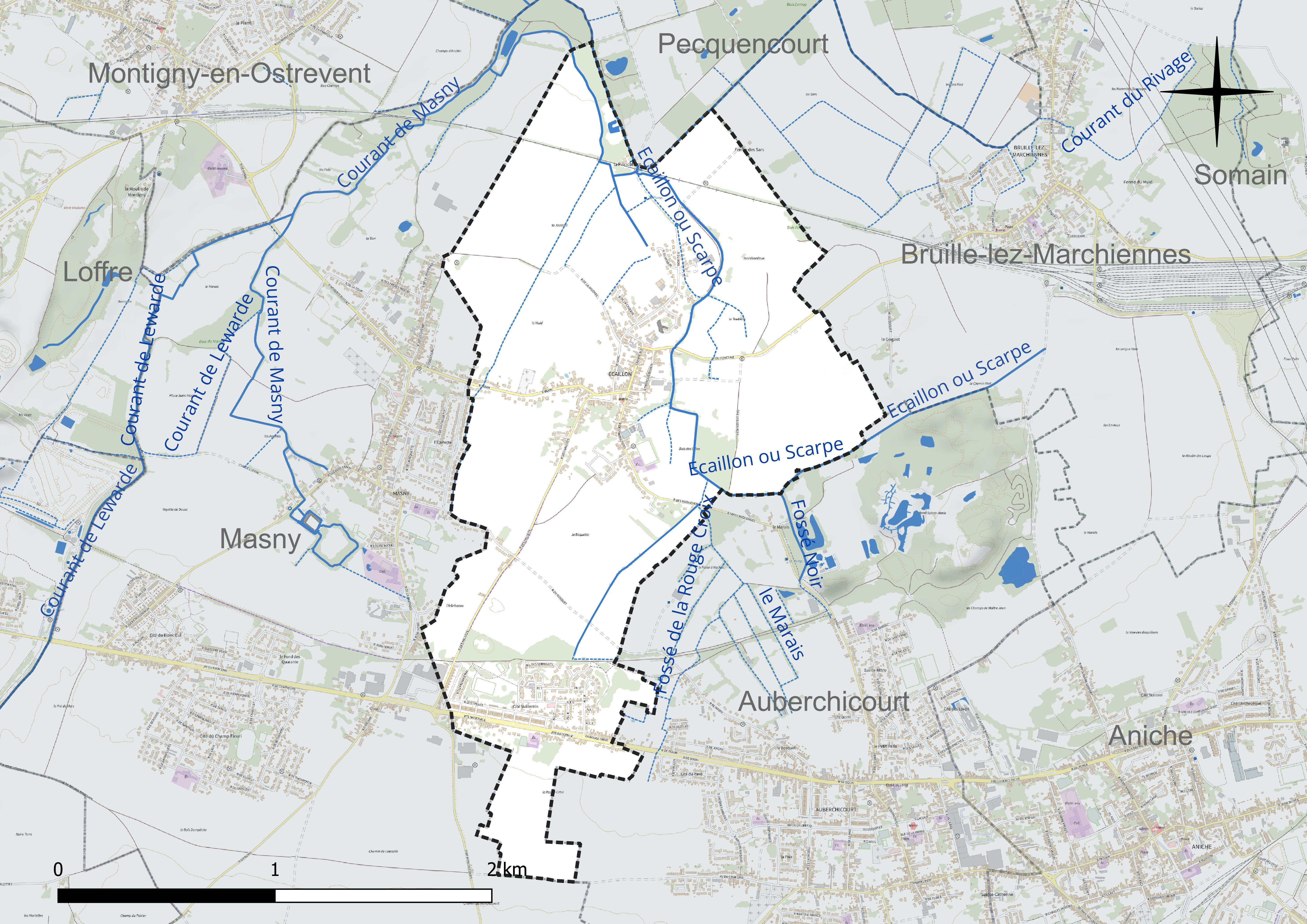
Réseau hydrographique d'Écaillon.

La commune est située dans le bassin Artois-Picardie.
Elle est drainée par l'Escaillon ou Scarpe, le Courant du Champs des Eaux, le fossé de la Rouge Croix, le Marais et divers autres petits cours d'eau,.
L'Escaillon forme  l'île où se situera l'abbaye d'Anchin

#### Gestion et qualité des eaux
Le territoire communal est couvert par le schéma d'aménagement et de gestion des eaux (SAGE) « Scarpe aval ». Ce document de planification concerne un territoire de 624 km2 de superficie, délimité par le bassin versant de la Scarpe aval, comprenant la Pévèle, la plaine de la Scarpe et le bassin minier avec l'Ostrevent. Le périmètre a été arrêté le 18 mars 1997 et le SAGE proprement dit a été approuvé le 12 mars 2009, puis révisé le 5 juillet 2021. La structure porteuse de l'élaboration et de la mise en œuvre est le parc naturel régional Scarpe-Escaut.
La qualité des cours d'eau peut être consultée sur un site dédié géré par les agences de l'eau et l'Agence française pour la biodiversité.

### Climat
Pour des articles plus généraux, voir Climat des Hauts-de-France et Climat du Nord.
En 2010, le climat de la commune est de type climat océanique dégradé des plaines du Centre et du Nord, selon une étude du CNRS s'appuyant sur une série de données couvrant la période 1971-2000. En 2020, Météo-France publie une typologie des climats de la France métropolitaine dans laquelle la commune est exposée à un climat océanique et est dans la région climatique Nord-est du bassin Parisien, caractérisée par un ensoleillement médiocre, une pluviométrie moyenne régulièrement répartie au cours de l'année et un hiver froid (3 °C).
Pour la période 1971-2000, la température annuelle moyenne est de 10,6 °C, avec une amplitude thermique annuelle de 14,8 °C. Le cumul annuel moyen de précipitations est de 675 mm, avec 12,1 jours de précipitations en janvier et 9 jours en juillet. Pour la période 1991-2020, la température moyenne annuelle observée sur la station météorologique la plus proche, située sur la commune de Douai à 10 km à vol d'oiseau, est de 11,0 °C et le cumul annuel moyen de précipitations est de 729,2 mm,. Pour l'avenir, les paramètres climatiques de la commune estimés pour 2050 selon différents scénarios d'émission de gaz à effet de serre sont consultables sur un site dédié publié par Météo-France en novembre 2022.

## Urbanisme

### Typologie
Au 1er janvier 2024, Écaillon est catégorisée ceinture urbaine, selon la nouvelle grille communale de densité à sept niveaux définie par l'Insee en 2022.
Elle appartient à l'unité urbaine de Valenciennes (partie française), une agglomération internationale regroupant 56  communes, dont elle est une commune de la banlieue,,.
Par ailleurs la commune fait partie de l'aire d'attraction de Douai, dont elle est une commune de la couronne,. Cette aire, qui regroupe 61 communes, est catégorisée dans les aires de 50 000 à moins de 200 000 habitants,.

### Occupation des sols

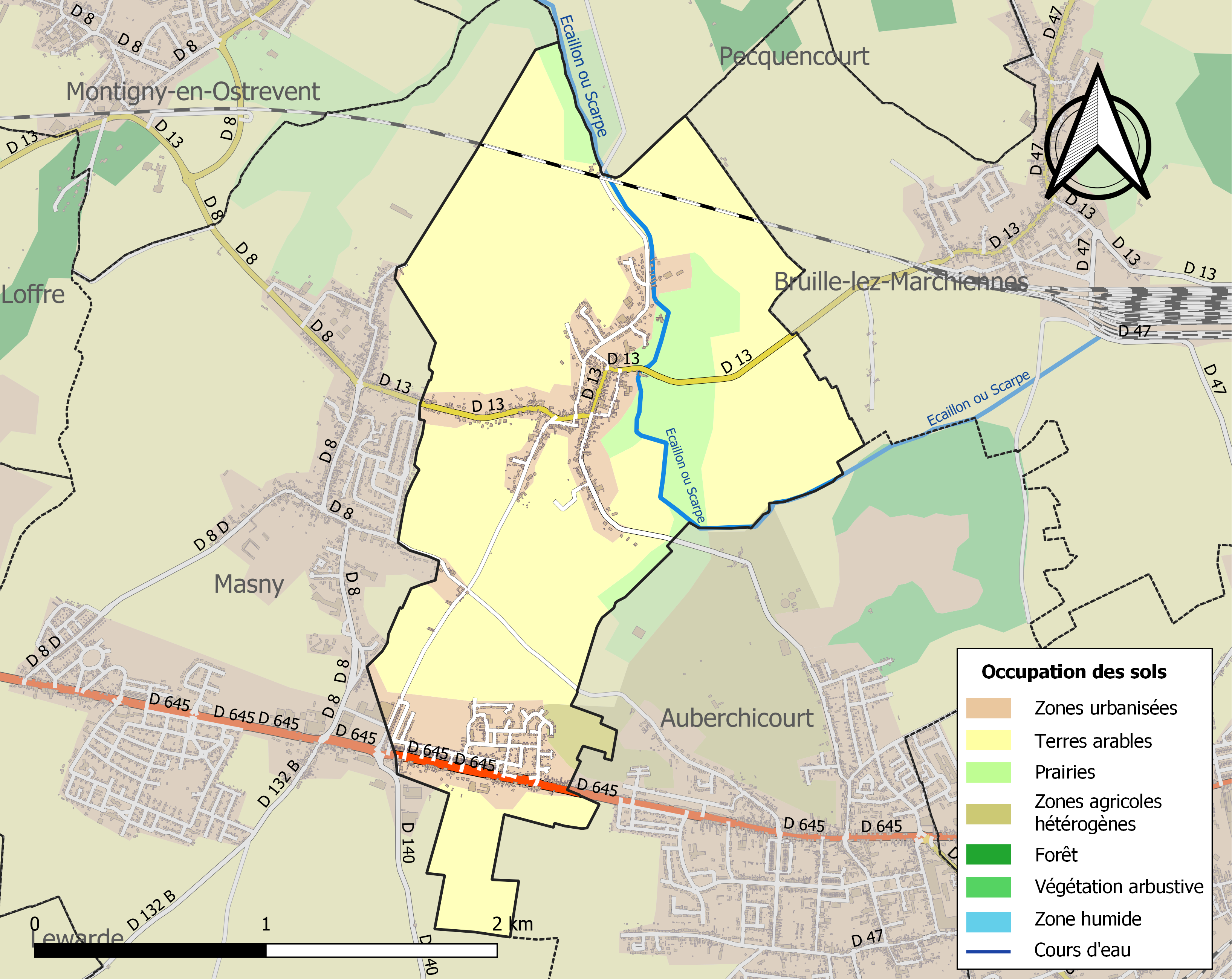
Carte des infrastructures et de l'occupation des sols de la commune en 2018 (CLC).

L'occupation des sols de la commune, telle qu'elle ressort de la base de données européenne d'occupation biophysique des sols Corine Land Cover (CLC), est marquée par l'importance des territoires agricoles (82,2 % en 2018), en diminution par rapport à 1990 (83,9 %).
La répartition détaillée en 2018 est la suivante :  terres arables (70,8 %), zones urbanisées (17,8 %), prairies (10 %), zones agricoles hétérogènes (1,5 %).
L'évolution de l'occupation des sols de la commune et de ses infrastructures peut être observée sur les différentes représentations cartographiques du territoire : la carte de Cassini (XVIIIe siècle), la carte d'état-major (1820-1866) et les cartes ou photos aériennes de l'IGN pour la période actuelle (1950 à aujourd'hui).

### Habitat et logement
En 2021, le nombre total de logements dans la commune était de 842, alors qu'il était de 807 en 2016 et de 799 en 2011.
Parmi ces logements, 92,6 % étaient des résidences principales, 0,9 % des résidences secondaires et 6,6 % des logements vacants. Ces logements étaient pour 91,4 % d'entre eux des maisons individuelles et pour 8,6 % des appartements.
Le tableau ci-dessous présente la typologie des logements à Écaillon en 2021 en comparaison avec celle du Nord et de la France entière. Une caractéristique marquante du parc de logements est ainsi la faible proportion des résidences secondaires et logements occasionnels (0,9 %) par rapport au département (1,8 %) et à la France entière (9,7 %).
| Typologie                                               | Écaillon | Nord | France entière |
| ------------------------------------------------------- | -------- | ---- | -------------- |
| Résidences principales (en %)                           | 92,6     | 90,9 | 82,2           |
| Résidences secondaires et logements occasionnels (en %) | 0,9      | 1,8  | 9,7            |
| Logements vacants (en %)                                | 6,6      | 7,4  | 8,1            |

### Voies de communication et transports
La commune est desservie par la ligne A du bus à haut niveau de service de Douai ainsi que par les lignes 20 et 108 du réseau urbain Évéole.

## Histoire

### Moyen Âge
On peut signaler : 
- Vers 1240 : Josué Broyart, chevalier sire d'Escaillon et Alexandra son épouse, firent des libéralités à l'Abbaye d'Anchin et y furent inhumés contre la chapelle de la Sainte-Vierge dehors l'église.
- 1304 : le comte du Hainaut à la tête des bourgeois de Valenciennes reprend le château à des brigands qui s'en étaient emparés.
- 1405 : la comtesse de Flandre Marguerite de Bourgogne, veuve du Duc de Bourgogne envoie des hommes d'armes assaillir le château contre Jean de Robersart à cause de traitements odieux qu'il a fait subir au chanoine de Cambrai.
- Par son mariage Jeanne de Lallaing (morte en 1472) avec Philippe de Bourbon,  Escaillon et Bruilles passent dans la maison princière de Bourbon.

### Temps modernes
- 1510 : Jeanne de Bourbon, fille de Philippe de Bourbon, vend ces deux terres à son cousin Charles ; Baron de Lallaing[19]
- 1511 : Escaillon et Bruilles furent esclissés de la seigneurie d'Haussy et réunis à la baronnie de Lallaing en faveur dudit Charles Doyen des pairs du Hainaut[19].

## Politique et administration

### Rattachements administratifs et électoraux

#### Rattachements administratifs
La commune se trouve dans l'arrondissement de Douai du département du Nord.
Elle faisait partie depuis 1801 du canton de Douai-Sud. Dans le cadre du redécoupage cantonal de 2014 en France, cette circonscription administrative territoriale a disparu, et le canton n'est plus qu'une circonscription électorale.

#### Rattachements électoraux
Pour les élections départementales, la commune fait partie depuis 2014 du canton d'Aniche.
Pour l'élection des députés, elle fait partie de la seizième circonscription du Nord.

### Intercommunalité
Écaillon était membre de la  communauté de Communes de l'Est du Douaisis (CCED), un établissement public de coopération intercommunale (EPCI) à fiscalité propre créé fin 2000 et auquel la commune a transféré un certain nombre de ses compétences, dans les conditions déterminées par le code général des collectivités territoriales.
En 2006, cette intercommunalité prend le nom de communauté de communes Cœur d'Ostrevent puis, en 2025, se transforme en communauté d'agglomération sous la dénomination de communauté d'agglomération Cœur d'Ostrevent. La commune en est donc membre.

### Tendances politiques et résultats

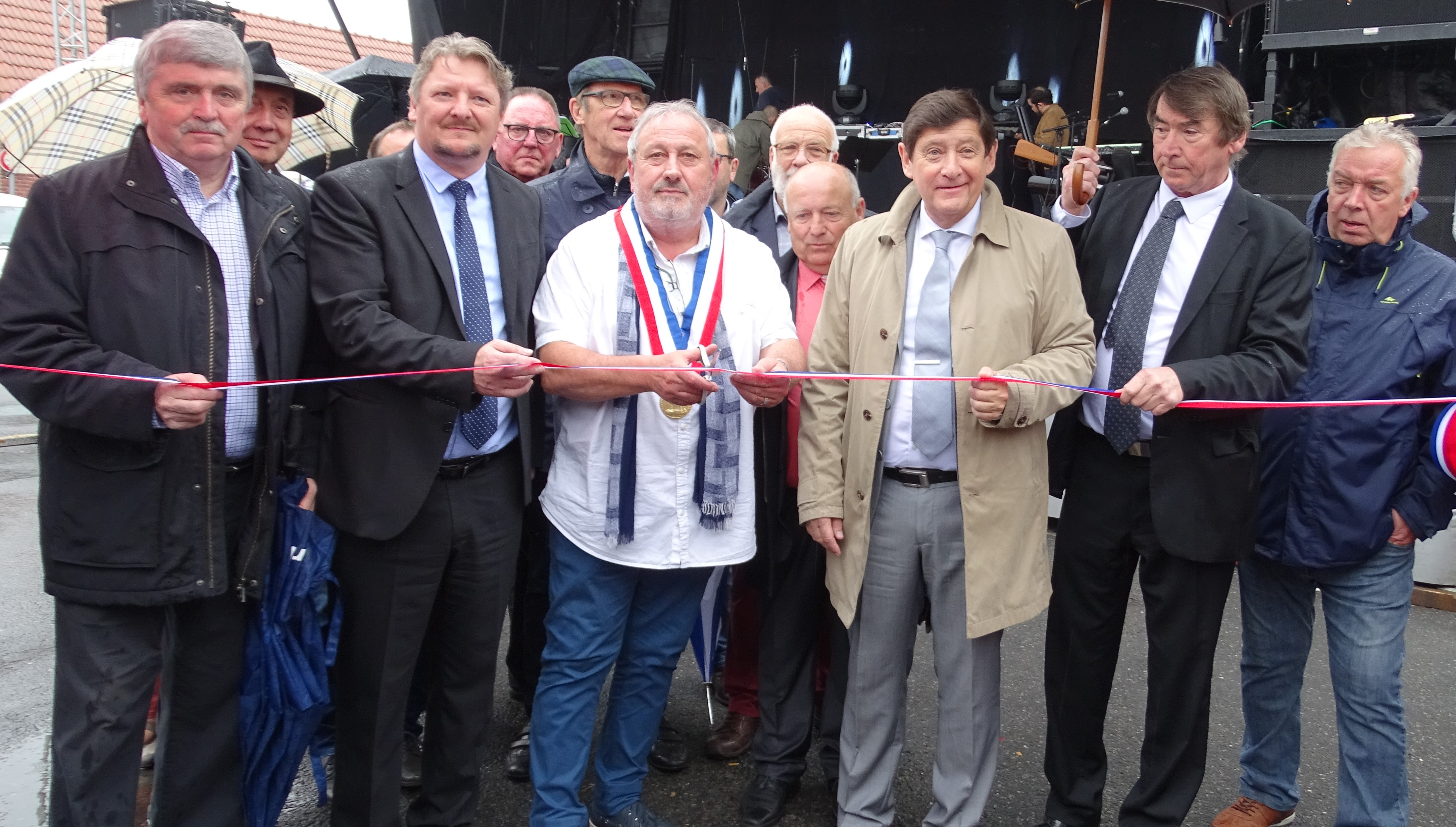
Inauguration de la fête de la fraise 2019 : Georges Cino, maire, en présence à droite de Patrick Kanner, Charles Beauchamp et à gauche de Fréderic Delannoy et Joël Pierrache.

Lors du premier tour des élections municipales de 2014 dans le Nord, la liste menée par Jacques Pereira — dont était membre Georges Cino, élu maire ensuite par le conseil municipal — obtient la majorité absolue des suffrages exprikmés, avec 571 voix (16 conseillers municipaux élus dont 2 communautairesà, devançant très largement celle su maire sortant Pierre Dubois, qui recueille 379 voix (39,89 %, 3 conseillers municipaux élus).
Lors de ce scrutin, 30,51 % des électeurs se sont abstenus.
Lors du premier tour des élections municipales de 2020 dans le Nord, la liste menée par le maire sortant Georges Cino recueille la majorité absolue des suffrages exprimés, avec  341 voix (51,36 %, 15 conseillers municipaux élus dont 2 communautaires), devançant de 18 voix celle menée par l'ex-adjointe aux fêtes — qui avait claqué la porte avec cinq élus en 2018 — Fabienne Giovannini, qui a recueillie 323 voix (48,64 %, 4conseillers municipaux élus). 
Lors de ce scrutin marqué par la pandémie de Covid-19 en France, 51,64 % des électeurs se sont abstenus,.

### Liste des maires
| Période                                  | Période                        | Identité                 | Étiquette   | Qualité                                                   |
| ---------------------------------------- | ------------------------------ | ------------------------ | ----------- | --------------------------------------------------------- |
| Les données manquantes sont à compléter. |                                |                          |             |                                                           |
|                                          |                                |                          |             |                                                           |
| années 1800                              | mars 1813                      | François Masclet         |             |                                                           |
| mars 1813                                | décembre 1827                  | Pierre François Boulangé |             |                                                           |
| décembre 1827                            | décembre 1836                  | Augustin Chantreau       |             |                                                           |
| janvier 1837                             | mars 1837                      | Nicolas Houriez          |             | Mort en fonction                                          |
| mars 1837                                | juillet 1860                   | Nicolas Houriez          |             | Maire par intérim puis nommé maire en décembre 1837       |
| août 1860                                | octobre 1862                   | Charles Tréca            |             |                                                           |
| octobre 1862                             | juillet 1865                   | Anselme Houriez          |             |                                                           |
| juillet 1865                             | septembre 1870                 | Adonis Brevet            |             |                                                           |
| septembre 1871                           | juin 1872                      | Alexandre Moché          |             | Maire par intérim puis nommé maire en septembre 1870      |
| juillet 1872                             | janvier 1874                   | Philippe Antoine Masnin  |             |                                                           |
| janvier 1874                             | mars 1874                      | Isaïe Héroguer           |             |                                                           |
| avril 1874                               | octobre 1874                   | Adonis Brevet            |             |                                                           |
| novembre 1874                            | janvier 1878                   | François Masclet         |             |                                                           |
| janvier 1878                             | mai 1884                       | Honoré Lecouffe          |             |                                                           |
| mai 1884                                 | février 1888                   | Pierre Joseph Proust     |             |                                                           |
| février 1888                             | mai 1888                       | Édouard Houriez          |             | Maire par intérim                                         |
| mai 1888                                 | mai 1896                       | Édouard Houriez          |             |                                                           |
| mai 1896                                 | mai 1899                       | Honoré Lecouffe          |             |                                                           |
| mai 1899                                 | septembre 1902                 | Fleury Masnin            |             | Mort en fonction                                          |
| novembre 1902                            | février 1907                   | Édouard Houriez          |             |                                                           |
| avril 1907                               | décembre 1919                  | Joseph Lecouffe          |             |                                                           |
| décembre 1919                            | janvier 1923                   | André Masnin             |             |                                                           |
| février 1923                             |                                | Antoine Joseph Brevet    |             | Maire par intérim puis élu maire en mars 1923             |
|                                          |                                |                          |             |                                                           |
| mars 1971                                | mars 2001                      | Paul Gambier             | PCF         | Agent des PTT, ancien résistant, ancien déporté           |
| mars 2001                                | mars 2014                      | Pierre Dubois,           | PCF puis SE |                                                           |
| mars 2014                                | En cours (au 12 décembre 2024) | Georges Cino             | DVG puis SE | Fonctionnaire territorial Réélu pour le mandat 2020-2026, |

## Population et société

### Démographie

#### Évolution démographique
L'évolution du nombre d'habitants est connue à travers les recensements de la population effectués dans la commune depuis 1793. Pour les communes de moins de 10 000 habitants, une enquête de recensement portant sur toute la population est réalisée tous les cinq ans, les populations de référence des années intermédiaires étant quant à elles estimées par interpolation ou extrapolation. Pour la commune, le premier recensement exhaustif entrant dans le cadre du nouveau dispositif a été réalisé en 2006.

En 2022, la commune comptait 1 883 habitants, en évolution de −3,04 % par rapport à 2016 (Nord : +0,51 %, France hors Mayotte : +2,11 %).
| 1793 | 1800 | 1806 | 1821 | 1831 | 1836 | 1841 | 1846 | 1851 |
| ---- | ---- | ---- | ---- | ---- | ---- | ---- | ---- | ---- |
| 626  | 680  | 662  | 703  | 635  | 607  | 669  | 681  | 683  |

| 1856 | 1861 | 1866 | 1872 | 1876 | 1881 | 1886 | 1891 | 1896 |
| ---- | ---- | ---- | ---- | ---- | ---- | ---- | ---- | ---- |
| 645  | 663  | 655  | 638  | 649  | 614  | 611  | 635  | 668  |

| 1901 | 1906 | 1911 | 1921 | 1926  | 1931  | 1936  | 1946  | 1954  |
| ---- | ---- | ---- | ---- | ----- | ----- | ----- | ----- | ----- |
| 689  | 734  | 729  | 720  | 1 364 | 1 408 | 1 344 | 1 398 | 2 045 |

| 1962  | 1968  | 1975  | 1982  | 1990  | 1999  | 2006  | 2011  | 2016  |
| ----- | ----- | ----- | ----- | ----- | ----- | ----- | ----- | ----- |
| 1 717 | 1 644 | 1 544 | 1 825 | 2 007 | 2 004 | 2 043 | 1 975 | 1 942 |

| 2021  | 2022  | - | - | - | - | - | - | - |
| ----- | ----- | - | - | - | - | - | - | - |
| 1 910 | 1 883 | - | - | - | - | - | - | - |

#### Pyramide des âges
La population de la commune est relativement jeune.
En 2018, le taux de personnes d'un âge inférieur à 30 ans s'élève à 36,8 %, soit en dessous de la moyenne départementale (39,5 %). À l'inverse, le taux de personnes d'âge supérieur à 60 ans est de 26,7 % la même année, alors qu'il est de 22,5 % au niveau départemental.
En 2018, la commune comptait 873 hommes pour 1 063 femmes, soit un taux de 54,91 % de femmes, largement supérieur au taux départemental (51,77 %).
Les pyramides des âges de la commune et du département s'établissent comme suit.
| Hommes | Classe d’âge | Femmes |
| ------ | ------------ | ------ |
| 0,3    | 90 ou +      | 3,5    |
| 5,3    | 75-89 ans    | 10,6   |
| 16,4   | 60-74 ans    | 16,4   |
| 18,7   | 45-59 ans    | 19,2   |
| 18,4   | 30-44 ans    | 16,7   |
| 19,7   | 15-29 ans    | 14,6   |
| 21,1   | 0-14 ans     | 18,9   |

| Hommes | Classe d’âge | Femmes |
| ------ | ------------ | ------ |
| 0,5    | 90 ou +      | 1,4    |
| 5,3    | 75-89 ans    | 8,1    |
| 14,8   | 60-74 ans    | 16,2   |
| 19,1   | 45-59 ans    | 18,4   |
| 19,5   | 30-44 ans    | 18,7   |
| 20,7   | 15-29 ans    | 19,1   |
| 20,2   | 0-14 ans     | 18     |

## Culture locale et patrimoine

### Lieux et monuments

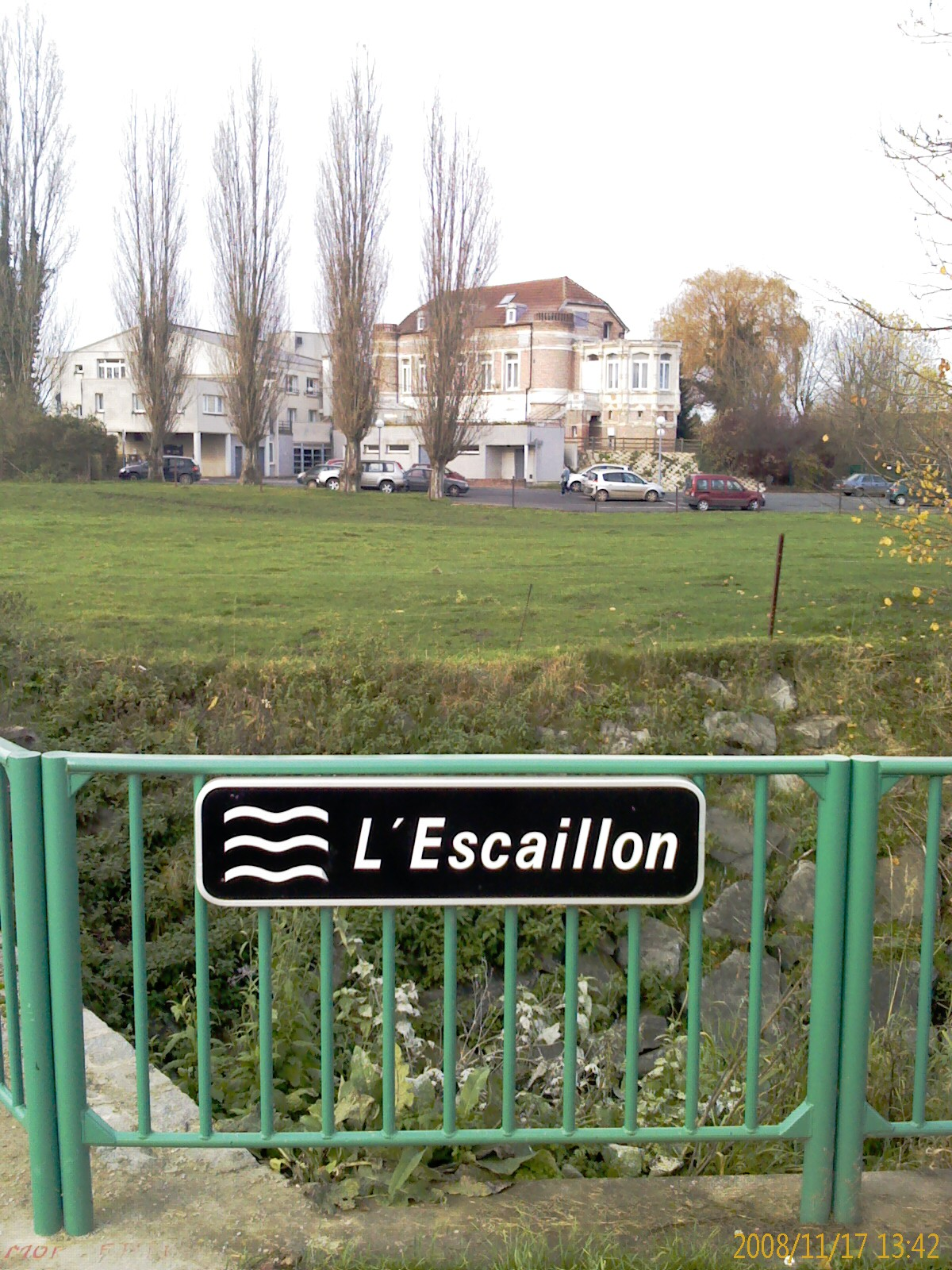
Le château d'Écaillon en 2008.

- La chapelle Notre-Dame-de-Bonsecours.
- La chapelle Notre-Dame-de-la-Visitation.
- L'oratoire Notre-Dame-des-Orages.
- L'église Notre-Dame-de-la-Visitation, consacrée en 1816 et bâtie sur l'emplacement de l'ancienne église. Les fonts baptismaux en grès sont aux armes de Berlaymont avec date de 1598.
- Le donjon d'Escaillon est cité dans les annales des XIVe et XVe siècles. Il était tenu du chapitre de Saint-Amé de Douai, bien que le gros de la seigneurie est alors soumis à une autre suzeraineté. 
Il était situé dans la partie élevée du village à proximité de l'église au bord de l'Escaillon. 
Vers 1855, un château à tourelles est bâti en son emplacement[19].

La motte, qui subsiste en partie, de profil tronconique, a un diamètre à sa base de 50 à 55 mètres pour 45 mètres au sommet et mesure 5 mètres de hauteur. Érigée probablement au XIIe siècle, elle est bordée au sud-est d'une basse-cour à côté de l'église. Les premières constructions ont été une tour carrée central en bois de 6 mètres de côté, une maison sur sablière basse, un fond de cabane avec la trace d'un métier à tisser et des fosses-dépotoirs. Il est probable qu'une palissade en bois ceignait la plateforme sommitale. Au XIVe siècle, ces bâtiments disparaissent et laissent place à un donjon en pierre carrée de 10 mètres de côté. Ce donjon présentait « deux nefs et trois travées reposant sur deux piliers centraux et couverts par des voûtes d'arêtes » au-dessus d'une cave. La plateforme sommitale quant à elle prenait appui sur un mur de chemise qui entourait la motte à son sommet, épais de 3 mètres et percé d'une porte large de 2 mètres à l'opposé du donjon.

### Personnalités liées à la commune
- Seigneurs hennuyers au service des rois d'Angleterre (1326-1450)[39] :
  - Thierry de Robersart, fils du Borgne de Robersart seigneur des fiefs d'Ecaillon et de Bruille dit le "Chanoine d'Ecaillon", né en 1340 décédé le 14 décembre 1387
  - En 1420, relaté par le chroniqueur Enguerrand de Monstrelet, Jean de Robersart (1370-1450), fils de Thierry de Robersart seigneur d'Escaillon et de Bruille, enlève la duchesse Jacqueline, comtesse de Hainaut, pour la conduire en Angleterre. Le roi d'Angleterre lui donna entre autres la ville de Saint-Sauveur-le-Vicomte[40].
  - Loys de Robersart naturalisé anglais en 1416, chevalier de l'ordre de la Jarretière et Lord, frère de Jean de Robersart

### Folklore

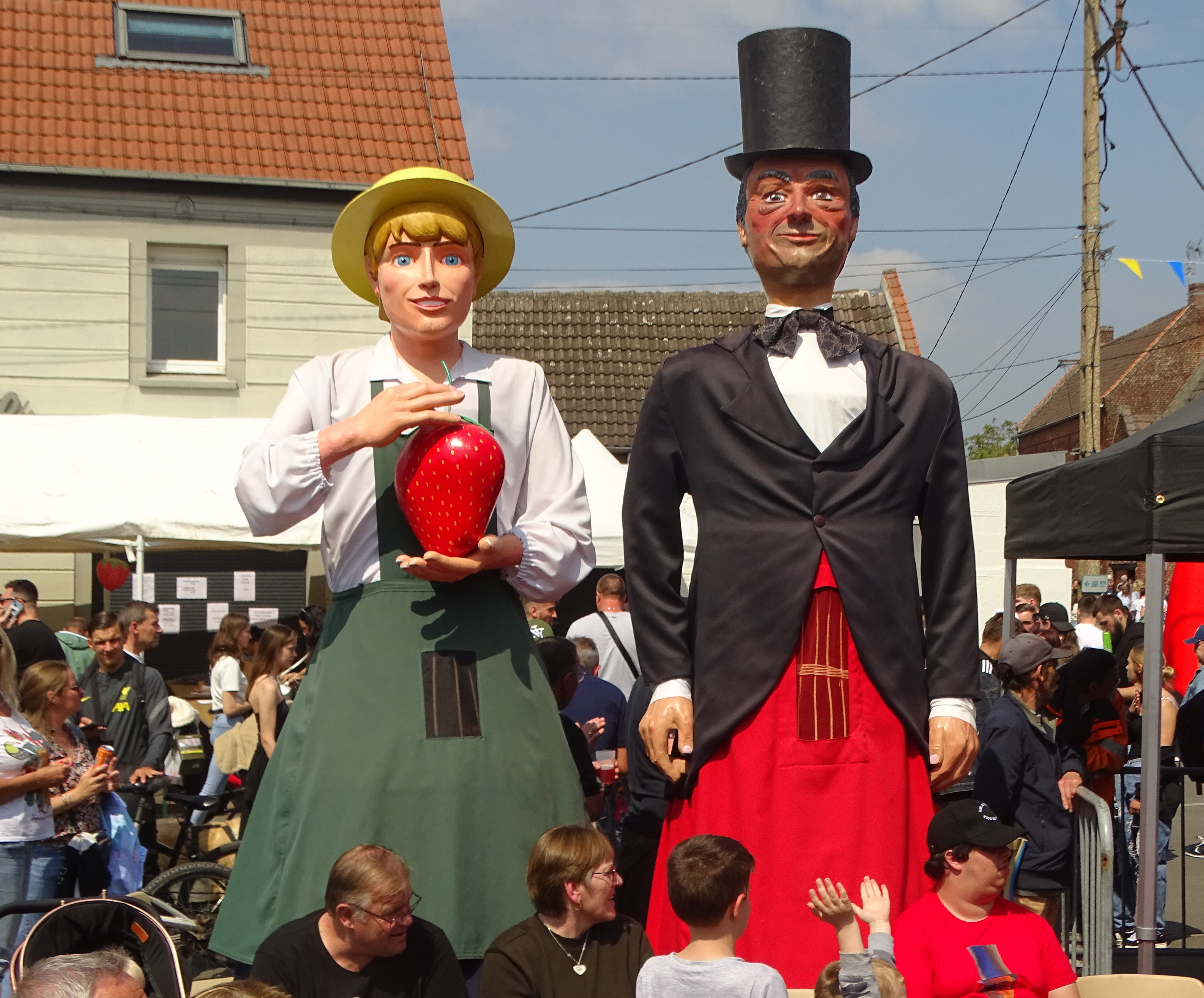
Frasinou (à gauche), lors de la fête de la Fraise 2024, avec Tiot Batich de Masny.

La commune a pour géant Fraisinou, créé en 2003 et reconstruit en 2011.
Fraison et Fraisette, créés en 2002, ont disparu, incendiés en 2014.

### Héraldique
| Blason de Écaillon (Nord) | Blason  | D'argent à la croix engrêlée de gueules.         |
| Blason de Écaillon (Nord) | Détails | Le statut officiel du blason reste à déterminer. |

## Pour approfondir